# Eye (revue)
Pour les articles homonymes, voir Eye.
La revue Eye est une publication médicale mensuelle revue par les pairs embrassant le domaine de l'ophtalmologie. Elle a été créée en 1881 sous le titre de Transactions of the Ophthalmological Societies of the United Kingdom, adoptant son nom courant en 1987. 
C'est le journal officiel du Royal College of Ophthalmologists (en), une publication du Nature Publishing Group. 
Le rédacteur en chef en est Andrew Lotery, de l'université de Southampton. Ses archives sont libres d'accès douze mois après publication. Selon les Journal Citation Reports, la publication bénéficie en 2014 d'un facteur d'impact de 2,082.